# Spelaeonethes brixiensis
Spelaeonethes brixiensis är en kräftdjursart som först beskrevs av Alessandro Brian1938.  Spelaeonethes brixiensis ingår i släktet Spelaeonethes och familjen Trichoniscidae. Inga underarter finns listade i Catalogue of Life.